# Смольський Григорій Степанович
Григо́рій Степа́нович Смо́льський  (2 грудня 1893, с. Підгірки, нині частина м. Калуша, Королівство Галичини та Володимирії — 1 грудня 1985, Львів) — український художник, громадський діяч, краєзнавець.

## Життєпис
Народився в селянській родині 2 грудня 1893 року в селі Підгірки (нині частина міста Калуша). Закінчив Станиславівську українську гімназію. На початку Першої світової війни (1914 р.) заарештований австрійською владою і вивезений до табору в Талергофі. У 1915—1917 роках, після звільнення, навчався в австрійських офіцерських школах, звідки був направлений на фронт. Воював у Північній Італії. З 1920 р. жив у Львові. 1921—1925 рр. — навчався на історичному факультеті Львівського (таємного) українського університету. 
Художню освіту здобував спочатку в Академії мистецтв у Львові (1921—1922 рр.), потім у Художній школі О. Новаківського (1922—1930 рр.). З 1931 р. удосконалював майстерність в Італії, в 1934—1935 рр. — у Франції (Академія Колароссі, Париж). 1936 року повернувся до Львова, де регулярно виставляв свої роботи на художніх виставках. Брав участь у створенні Львівської організації Спілки радянських художників УРСР. У 1941—1944 рр. займався творчою роботою, співпрацював із Спілкою українських образотворчих митців. 
1944—1950 рр. — викладач живопису і рисунка у Львівському училищі прикладного мистецтва. З 1951 р. на творчій роботі. 
Протягом життя був учасником 47 художніх виставок, в тому числі пересувних у галицьких містах: Станіславі, Тернополі, Стрию, Коломиї, Самборі, Бережанах, Калуші, Перемишлі. 

## Творчість

Втрачена меморіальна таблиця на будинку у Львові, де жив Григорій Смольський

Автор невеличких кольоритних пейзажів, зокрема з Гуцульщини (околиці Космача, Косова) та Бойківщини (Славське, Гребенів, Сколе), паризьких етюдів. Працював у жанрі пейзажу, портрета, натюрморту, створив цілий ряд жанрових композицій, займався графікою. 
Серед творів: «Автопортрет» (1923), «Мій батько» (1925), «Міст на Сені» (1935). Багато композицій виконав на гуцульську тематику: «Гуцул і гуцулка», «Наречена» (обидві — 1957), «Хліб наш насущний» (1970), «Базар у Косові» (1974), «Космач напровесні», «Празник в Космачі», «На весіллі. Космач», «Дорога до Космача», «Святіння пасок» та інші. 
Серед найкращих творів митця — портрети Станіслава Людкевича (1953), Василя Стефаника (1959), Івана Крип'якевича. 
Полотна Смольського зберігаються у фондах музеїв Києва, Львова, Запоріжжя, Дніпра. 
Автор низки статей про українське мистецтво, окремих митців (Івана Труша, Антона Манастирського, Олекси Новаківського). Багато уваги приділяв вивченню звичаїв, традицій жителів Карпат, переважно гуцулів. Написав низку нарисів історико-етнографічного характеру. На основі зібраних народних переказів та пісень про Довбуша написав повість «Олекса Довбуш» (1935, 1944).
Помер у Львові 1 грудня 1985 року. Похований на Личаківському цвинтарі, поле № 22. На могилі пам'ятник авторства Михайла Лозинського та Еммануїла Миська. У липні 2006 р. в родини Смольських у Львові було викрадено 24 картини митця. Відкрито кримінальну справу.

## Вшанування пам'яті
- Вулиця Смольського у Львові (з 1993 р.)
- Вулиця Смольського у Підгірках (Калуш).
- Пам'ятна таблиця на будинку № 1 по вулиці Смольського у Львові.
- Пам'ятна таблиця на Народному домі в Підгірках.